# Широко крокуючи 3: Правосуддя одинака
Широко крокуючи 3: Правосуддя одинака (англ. Walking Tall: Lone Justice) — Третя частина культового бойовика 2004 року.

## Сюжет
Після очищення рідного міста, Нік знімає з себе повноваження шерифа і їде до Далласа, щоб почати нове життя з агентом ФБР й її дванадцятирічною дочкою. Просто бути бойфрендом — не дуже приємна перспектива для Ніка. Коли безжальний наркоторговець націлюється на декількох свідків федеральної справи, Нік розуміє, що він вплутався у війну, де нікому довіряти. Цього разу Нік відчуває себе на своєму місці, і протистоїть лютій армії вуличних бандитів. Нік не вважається авторитетом на міських вулицях, але він не зупиниться ні перед чим, щоб захиститися.